# Theo Luns
Théodore Marie Hubert (Theo) Luns (Rotterdam, 22 juni 1910 − Amsterdam, 20 maart 1973) was een Nederlands kunstschilder.

## Biografie
Luns was een telg uit het geslacht Luns en een zoon van kunstschilder Huib Luns (1881-1942) en Harriet Anna Paula Maria Louvrier (1889-1977). Hij was een broer van diplomaat Joseph Luns (1911-2002) en een oomzegger van letterkundige Frank Luns (1886-1936). Hij volgde lessen aan het Rijksinstituut tot Opleiding van Tekenleraren en aan de Rijksakademie van beeldende kunsten te Amsterdam. Hij schilderde stillevens en portretten; onder die laatste zijn er van zijn vader en zijn tante Agnes Marie (1895-1975).
Luns overleed te Amsterdam op 62-jarige leeftijd.
- Biografisch Portaal: 53470130
- International Standard Name Identifier: 0000 0003 8845 5415
- Nederlandse Thesaurus van Auteursnamen: 071661271
- RKD-Nederlands Instituut voor Kunstgeschiedenis: 51361
- Virtual International Authority File: 281626125
- WorldCat: E39PBJdcvXcdGGYWFGGFmBkCcP